# Саркісян Ваге Володимирович
Ваге Володимирович Саркісян (нар. 23 березня 1993) — український футболіст, півзахисник клубу МФК «Миколаїв».

## Життєпис
Ваге Саркісян народився 23 березня 1993 року. У ДЮФЛУ виступав з 2006 по 2010 рік у складі «Кременя».
У 2011 році підписав свій перший професіональний контракт, з полтавською «Ворсклою». За головну команду полтавчан не зіграв жодного поєдинку, за дублюючий складі зіграв 8 матчів. У 2013 році приєднався до МФК «Кременя». Дебютував за команду з Кременчука 27 квітня 2013 року в нічийному (1:1) домашньому поєдинку 4-го туру групи 2 другої ліги чемпіонату України проти «Полтави-2-Карлівки». Ваге вийшов на поле на 46-й хвилині, замінивши Віталія Сумцова. Дебютним голом у футболці «Кременя» відзначився 4 травня 2013 року на 44-й хвилині (реалізував пенальті) нічийного (2:2) виїзного поєдинку 5-го туру групи 2 другої ліги чемпіонату України проти свердловського «Шахтаря». Саркісян вийшов на поле в стартовому складі, а на 60-й хвилині його замінив Віталій Сумцов. У футболці «Кременя» в чемпіонатах України зіграв 52 матчі та відзначився 3 голами.
У 2015 році перейшов до «Миколаєва». Дебютував за корабелів 22 липня 2015 року в нічийному (0:0) виїзному поєдинку 1/32 фіналу кубку України проти чернівецької «Буковина». Ваге вийшов на поле в стартовому складі, а на 74-й хвилині його замінив Віктор Берко. У першій лізі чемпіонату України в футболці «Миколаєва» дебютував 26 липня 2015 року у переможному (2:1) матчі 1-го туру проти «Авангарда». Саркісян вийшов у стартовому складі та відіграв увесь поєдинок, а на 58-й хвилині отримав жовту картку. Дебютним голом у футболці корабелів відзначився 14 вересня 2015 року на 24-й хвилині переможного (4:0) домашнього поєдинку 8-го туру першої ліги чемпіонату України проти маріупольського «Іллічівця». Саркісян вийшов на поле в стартовому складі, а на 79-й хвилині його замінив Антон Муховиков. Наразі у складі «Миколаєва» в чемпіонатах України зіграв 35 матчів та відзначився 4 голами.